# Estádio Doctor Osvaldo Baletto
O Estádio Doctor Osvaldo Baletto é um estádio multiuso localizado no bairro de Isla Maciel, em Dock Sud, partido de Avellaneda, na província de Buenos Aires, na Argentina.
A praça esportiva, usada principalmente para o futebol, pertencente ao San Telmo, foi inaugurada em 24 de novembro de 1929 e tem capacidade para cerca de 10 500 espectadores.

## Informações gerais
| Nome oficial     | Doctor Osvaldo Baletto                                |
| Apelido          | —                                                     |
| Nomes anteriores | —                                                     |
| Endereço         | Ruas Virrey Vieytes e General Las Heras — Isla Maciel |
| Localidade       | Dock Sud                                              |
| Partido          | Avellaneda                                            |
| Província        | Buenos Aires                                          |
| Inauguração      | 24 de novembro de 1929                                |
| Capacidade       | 10 500 espectadores                                   |
| Proprietário     | San Telmo                                             |

## História
O estádio Osvaldo Baletto está localizado em Isla Maciel, bairro de Dock Sud, cidade pertecente ao partido de Avellaneda, na província de Buenos Aires.
Em 1957, 1963, 1986, 1996 e 2001, alguns setores do estádio foram reconstruídos.
Em 2006, após os graves confrontos ocorridos na partida contra o Talleres de Remedios de Escalada, o estádio foi fechado ao público por falta de condições de segurança. Em outubro de 2011, o estádio foi finalmente reaberto ao público com uma partida contra o Almagro.
Em 2015, foi realizada uma importante intervenção na arquibancada Las Heras, que foi totalmente reconstruída em concreto.

### Inauguração
Foi inaugurado em 24 de novembro de 1929.

### Origem do nome
O estádio leva o nome de "Osvaldo Baletto", em homenagem a um ex-presidente do San Telmo.